# Torneo femenino de rugby 7 en los Juegos Suramericanos de la Juventud de 2022
El torneo femenino de rugby 7 en los Juegos Suramericanos de la Juventud de 2022 fue la primera vez que la disciplina se hizo presente en los juegos.
Se disputó en el Hipódromo Independencia de Rosario, Argentina.

## Desarrollo

### Fase de grupos
| Pos. | Equipo    | Encuentros | Encuentros | Encuentros | Encuentros | Tantos  | Tantos    | Tantos     | Puntos |
| Pos. | Equipo    | jugados    | ganados    | empatados  | perdidos   | a favor | en contra | diferencia | Puntos |
| ---- | --------- | ---------- | ---------- | ---------- | ---------- | ------- | --------- | ---------- | ------ |
| 1    | Brasil    | 4          | 4          | 0          | 0          | 140     | 12        | 128        | 12     |
| 2    | Argentina | 4          | 3          | 0          | 1          | 114     | 40        | 74         | 9      |
| 3    | Colombia  | 4          | 2          | 0          | 2          | 55      | 81        | -26        | 6      |
| 4    | Paraguay  | 4          | 1          | 0          | 3          | 31      | 111       | -80        | 3      |
| 5    | Chile     | 4          | 0          | 0          | 4          | 24      | 120       | -96        | 0      |

#### Resultados
| 29 de abril | Chile | 12 - 24 | Paraguay |  |  |

| 29 de abril | Brasil | 40 - 0 | Colombia |  |  |

| 29 de abril | Chile | 0 - 21 | Brasil |  |  |

| 29 de abril | Argentina | 29 - 0 | Paraguay |  |  |

| 29 de abril | Argentina | 29 - 7 | Colombia |  |  |

| 30 de abril | Chile | 5 - 31 | Colombia |  |  |

| 30 de abril | Brasil | 26 - 12 | Argentina |  |  |

| 30 de abril | Paraguay | 7 - 17 | Colombia |  |  |

| 30 de abril | Argentina | 44 - 7 | Chile |  |  |

| 30 de abril | Paraguay | 0 - 53 | Brasil |  |  |

### Fase final

#### Semifinal
| 1 de mayo | Brasil | 53 - 0 | Paraguay |  |  |

| 1 de mayo | Argentina | 37 - 7 | Colombia |  |  |

#### Final de bronce
| 1 de mayo | Paraguay | 0 - 44 | Colombia |  |  |

#### Final de oro
| 1 de mayo | Brasil | 21 - 10 | Argentina |  |  |

### Medallero
| Evento | Oro    | Plata     | Bronce   |
| ------ | ------ | --------- | -------- |
|        | Brasil | Argentina | Colombia |